# Somalia i olympiska sommarspelen 2020
Somalia deltog med en trupp på två idrottare vid de olympiska sommarspelen 2020 i Tokyo som hölls mellan den 23 juli och 8 augusti 2021 efter att ha blivit framflyttad ett år på grund av coronaviruspandemin. Det var 10:e sommar-OS som Somalia deltog vid. Ingen av landets deltagare erövrade någon medalj.

## Boxning
| Boxare    | Gren                | Sextondelsfinal      | Åttondelsfinal       | Kvartsfinal          | Semifinal            | Final                | Final            |
| Boxare    | Gren                | Motståndare Resultat | Motståndare Resultat | Motståndare Resultat | Motståndare Resultat | Motståndare Resultat | Placering        |
| --------- | ------------------- | -------------------- | -------------------- | -------------------- | -------------------- | -------------------- | ---------------- |
| Ramla Ali | Damernas fjädervikt | bye                  | Nechita (ROU) L 0–5  | Gick inte vidare     | Gick inte vidare     | Gick inte vidare     | Gick inte vidare |

## Friidrott
Förkortningar
- Notera– Placeringar avser endast det specifika heatet.
- Q = Tog sig vidare till nästa omgång
- q = Tog sig vidare till nästa omgång som den snabbaste förloraren eller, i teknikgrenarna, genom placering utan att nå kvalgränsen
- i.u. = Omgången fanns inte i grenen
- Bye = Idrottaren behövde inte tävla i omgången

Gång- och löpgrenar
| Idrottare       | Gren              | Heat         | Heat      | Semifinal        | Semifinal        | Final            | Final            |
| Idrottare       | Gren              | Resultat     | Placering | Resultat         | Placering        | Resultat         | Placering        |
| --------------- | ----------------- | ------------ | --------- | ---------------- | ---------------- | ---------------- | ---------------- |
| Ali Idow Hassan | Herrarnas 1 500 m | 3.43,96 0PB0 | 10        | Gick inte vidare | Gick inte vidare | Gick inte vidare | Gick inte vidare |